# UFC 221
 UFC 221: Romero vs. Rockhold, è stato un evento di arti marziali miste tenuto dalla Ultimate Fighting Championship l’11 febbraio 2018 alla Perth Arena di Perth, in Australia.

## Risultati
|                                   | Divisione               |                       |                 |                  | Metodo                                        | Round           | Tempo           | Premio |
| Card Principale                   | Card Principale         | Card Principale       | Card Principale | Card Principale  | Card Principale                               | Card Principale | Card Principale | Card Principale |
| --------------------------------- | ----------------------- | --------------------- | --------------- | ---------------- | --------------------------------------------- | --------------- | --------------- | --- |
|                                   | Catchweight (187.7 lbs) | Yoel Romero           | batte           | Luke Rockhold    | KO (pugni)                                    | 3               | 1:48            | Inizialmente come sfida valida per il titolo dei pesi medi ad interim, ma Romero divenne ineleggibile per il titolo in quanto superò il peso consentito |
|                                   | Pesi massimi            | Curtis Blaydes        | batte           | Mark Hunt        | Decisione (unanime) (30-26, 30-26, 29-27)     | 3               | 5:00            | |
|                                   | Pesi massimi            | Tai Tuivasa           | batte           | Cyril Asker      | KO Tecnico (pugni e gomitate)                 | 1               | 2:18            | |
|                                   | Pesi welter             | Jake Matthews         | batte           | Li Jingliang     | Decisione (unanime) (29-28, 30-26, 30-26)     | 3               | 5:00            | FOTN |
|                                   | Pesi mediomassimi       | Tyson Pedro           | batte           | Saparbek Safarov | Sottomissione (kimura)                        | 1               | 3:54            | |
| Card Preliminare (Fox Sports 1)   |                         |                       |                 |                  |                                               |                 |                 | |
|                                   | Pesi leggeri            | Dong Hyun Kim         | batte           | Damien Brown     | Decisione (non unanime) (29-28, 28-29, 29-28) | 3               | 5:00            | |
|                                   | Pesi medi               | Israel Adesanya       | batte           | Rob Wilkinson    | TKO (ginocchiate e pugni)                     | 2               | 3:37            | POTN |
|                                   | Pesi piuma              | Alexander Volkanovski | batte           | Jeremy Kennedy   | TKO (pugni e gomitate)                        | 2               | 4:57            | |
|                                   | Pesi mosca              | Jussier Formiga       | batte           | Ben Nguyen       | Sottomissione tecnica (rear-naked choke)      | 1               | 4:53            | POTN |
| Card Preliminare (UFC Fight Pass) |                         |                       |                 |                  |                                               |                 |                 | |
|                                   | Pesi leggeri            | Ross Pearson          | batte           | Mizuto Hirota    | Decisione (unanime) 30-27, 30-27, 29-28)      | 3               | 5:00            | |
|                                   | Pesi paglia             | José Alberto Quiñónez | batte           | Teruto Ishihara  | Decisione unanime (30-27, 29-28, 29-28)       | 3               | 5:00            | |
|                                   | Pesi welter             | Luke Jumeau           | batte           | Daichi Abe       | Decisione unanime (29-28, 29-27, 28-27)       | 3               | 5:00            | |

## Premi
I lottatori premiati ricevettero un bonus di 50.000 dollari.
Legenda:
- FOTN: Fight of the Night (vengono premiati entrambi gli atleti per il miglior incontro dell'evento)
- POTN: Performance of the Night (viene premiato il vincitore per la migliore performance dell'evento)